# Carmine Mancinelli
Carmine Pastore Mancinelli (Belvedere Ostrense, 18 gennaio 1889 – 30 ottobre 1979) è stato un politico italiano.

## Biografia
Avvocato, è commissario alla Banca nazionale del lavoro. Impegnato in politica con il Partito Socialista Italiano, viene eletto Senatore della Repubblica Italiana alle elezioni del 1948, confermando il proprio seggio anche a quelle del 1953. Conclude il proprio mandato parlamentare nel 1958.
Muore il 30 ottobre 1979 all'età di 90 anni.